# Кастањола (Рим)
Кастањола је насеље у Италији у округу Рим, региону Лацио.
Према процени из 2011. у насељу је живело 224 становника. Насеље се налази на надморској висини од 30 м.